# François de Scépeaux
François de Scépeaux de Vieille-Ville (1509-1571) seigneur de Vieilleville, 1er comte de Durtal, est un gouverneur, diplomate, ambassadeur, conseiller du roi et maréchal de France du roi Charles IX, et un des acteurs importants des guerres entre François Ier et Charles Quint et des guerres de Religion entre huguenots et catholiques.

## Origine
Né en 1509, fils du seigneur René de Scépeaux de Vieilleville et de Marguerite de La Jaille-St-Michel dame de Durtal et Mathefelon, aîné d'une sœur nommée Françoise. Il est le petit-fils de son homonyme, François de Scépeaux, chambellan du roi Charles VIII. Il fut, par suite de l'amitié qui s'établit entre lui et Jean du Mas, abbé de Saint-Thierry-lès-Reims, son frère utérin, seigneur de la Vezouzière et de Bouère.
Il est élevé comme page d’honneur, puis comme panetier de Louise de Savoie, mère du roi François Ier.

## Légende historique
Il est connu dans l'histoire sous le nom du maréchal de Vielleville et dans les romans par une foule d'exploits incroyables. L'abbé Garnier avait déjà reconnu le côté fabuleux des Mémoires d'un écrivain faussaire qui se donnait pour Vincent Carloix, secrétaire du maréchal, mais il restait à disséquer le roman pour lui enlever tout crédit et écrire une vraie vie du maréchal. Cette œuvre a été faite par l'abbé Marchand, et malgré les soupçons antérieurs, il y avait pour l'abbé Angot du mérite à le faire, alors que l'ouvrage jouissait encore d'un grand crédit auprès des auteurs régionaux.
François de Scépeaux n'est plus ce personnage invraisemblable qui sort de pages pour accomplir du premier coup, sur terre, sur mer, des exploits fabuleux. Il reste le brave qu'a loué et connu Brantôme, le politique aussi avisé dans les affaires de l'État que pour ses intérêts personnels.

## Mariage et descendance
Il épouse en 1532 Renée Le Roux de la Roche des Aubiers (fille du seigneur Jean Le Roux de Chemans) dont il a deux filles : 
- Marguerite, comtesse de Durtal et baronne de Mathefelon (-1603), épouse du marquis Jean II d'Espinay.
- Jeanne, épouse du seigneur Olric de Deuilly

## Carrière militaire
Il fait ses premières armes à la bataille de Pavie le 24 février 1525 puis à la bataille de Melphe en 1528, et se distingue dans un combat naval livré aux abords de Naples. En 1536, il s'attache à la maison du duc d'Orléans, qui sera Henri II. On l'envoie en Italie surveiller l'état des affaires du maréchal de Montjean, 1538.
Il sert au siège de Perpignan, où il est adoubé chevalier en 1541. Il prend part aux sièges de Saint-Dizier, de Landrecies, de Hesdin et de Thérouanne.
Ils firent avec sa femme quelques constructions au château de Saint-Michel-du-Bois.
Il se signale à la bataille de Cérisoles le 14 avril 1544. On l'envoie en Angleterre pour prévenir une rupture qui éclata à son retour (23 mai - 1er juin 1545). Il participe au siège de Boulogne en 1549. En 1550, il est lieutenant dans la compagnie d'ordonnance du maréchal de France Jacques d'Albon de Saint-André, qui va favoriser sa carrière. Du 31 mai au 2 juin 1551, il reçut Henri II à son château de Durtal (Anjou).

## Conseiller du roi
Appelé au conseil du roi d'Henri II en 1552, il suggère de mettre un terme aux invasions des armées de Charles Quint en s'emparant des trois évêchés de Metz, Toul et Verdun. « L'empereur vous fait la guerre en sous-main, dit-il au roi, il faudrait la lui déclarer ouvertement. Ainsi emparez-vous desdites cités, puisqu'il vous en offre l'occasion. »

## Gouverneur et Maréchal de France
Nommé gouverneur des Trois-Évêchés en 1553, il y introduit Ambroise Paré ; il s’empare encore de Pont-à-Mousson et de Thionville en 1558. Il est un des négociateurs du traité du Cateau-Cambrésis en 1559.
Il va en Allemagne à l'avènement de Charles IX, y traite la question du concile projeté et celle du futur mariage du roi ; fait une nouvelle et infructueuse démarche auprès d'Élisabeth Ire d'Angleterre pour empêcher son intervention en faveur des protestants. Le roi lui donne le bâton de Maréchal de France en 1562. Le 27 décembre 1562, il remplace son protecteur, le maréchal de Saint-André, assassiné.
Désormais, sa vie se dépense en courses contre les rebelles, en Normandie, à Lyon et en Provence, en Suisse où il renouvelle une alliance compromise par les embarras financiers, dans la Touraine, le Maine, l'Anjou et le Poitou.
En 1564, le roi crée le comté de Durtal en octobre dont il est le 1er comte et le nomme gouverneur de Lyon, où il rétablit la situation en faveur du roi : il désarme les huguenots, met un terme aux affrontements, rouvre les églises et permet la construction de trois temples. Il est cependant remplacé par Jean de Losse.
Durant les guerres de Religion, il combat les huguenots, avec humanité et modération. Sous les ordres du connétable de Montmorency, il participe à la reprise du Havre aux Anglais en juillet 1563, avec trois autres maréchaux (Brissac, Montmorency et Bourdillon).

## Ambassadeur de France
Il jouit de la pleine confiance du roi qui le charge d’ambassades en Allemagne, en Angleterre et en Suisse.
Il est chargé à plusieurs reprises de missions intérieures par le roi, en particulier lors de l'application des édits de pacification entre protestants et catholiques, tâche dans laquelle il se distingue par sa modération et son zèle pacificateur.

## Disparition
Trois fois encore, le 9 novembre 1565, en avril 1570, en novembre 1571, il reçut le roi en son château de Durtal
. Gouverneur de Bretagne, il meurt pendant cette troisième visite royale le 30 novembre 1571 en son château de Durtal, empoisonné par « quelques méchants jaloux du bon visage et de l’amitié que lui portait le roi ».

## Dédicaces
Il est dédicataire du Cinquième livre de Pseaumes de David mis en musique à quatre parties en forme de motets de Claude Goudimel (Paris : Adrian Le Roy et Robert Ballard, 1562, rééd. 1566). Lesure 1955 no 78.
De même, des Pseaumes de David, mis en rime françoise par Clément Marot & Théodore de Bèze, nouvellement mis en musique à quatre parties par Claude Goudimel... (Paris : Adrian Le Roy et Robert Ballard, 1562). Lesure 1955 no 77.